# Nieuw Rotterdam

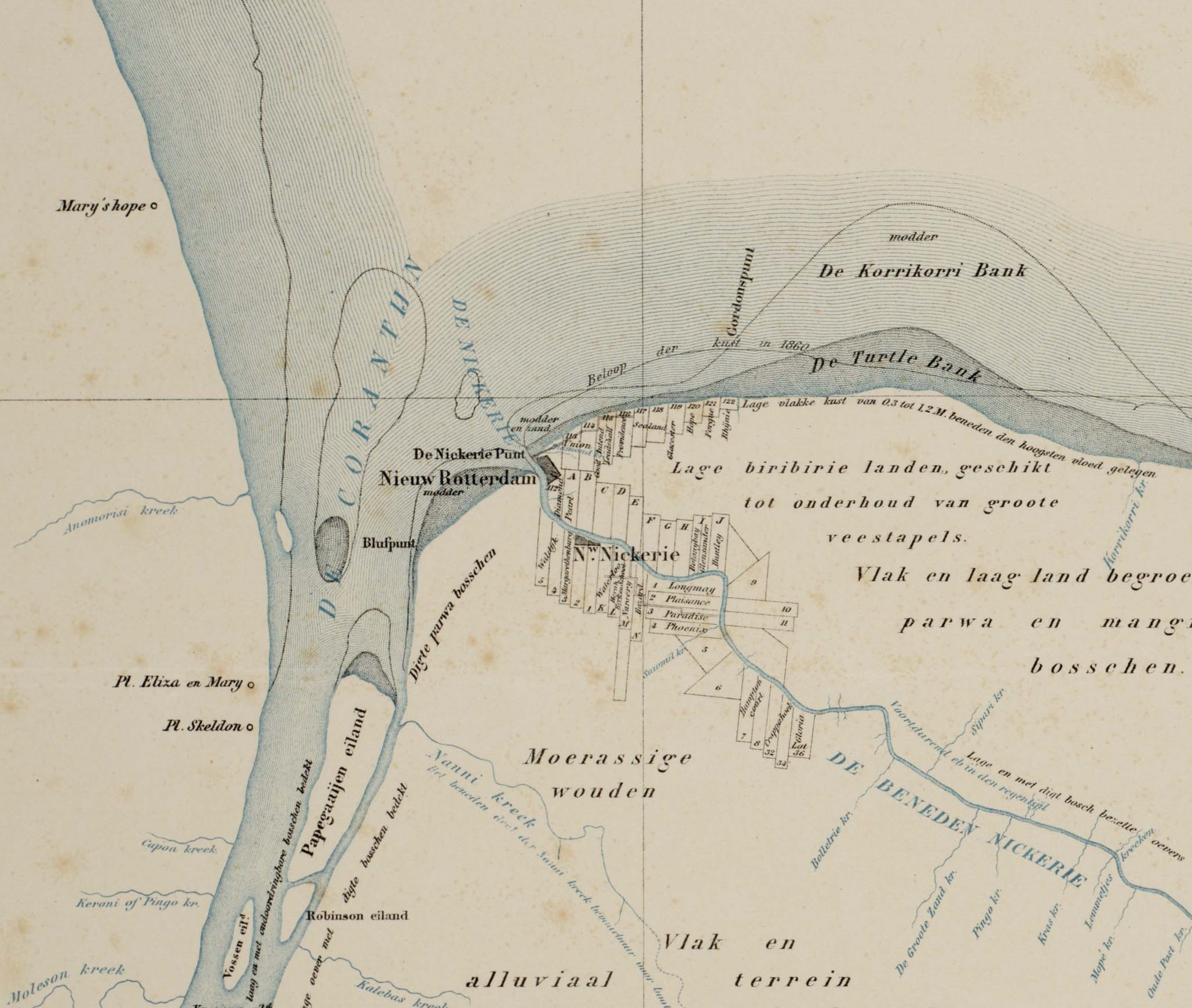
Nieuw Rotterdam.

Nieuw Rotterdam fue una ciudad de Surinam, capital del distrito de Nickerie. Gran parte de la ciudad desapareció en 1875 cuando el mar la rodeó. El margen izquierdo del río Nickerie, fue el asentamiento principal de la nueva ciudad Nieuw Nickerie, en la que se aprecia un monumento para conmemorar el centenario de la ciudad, levantado el 8 de agosto de 1979.
Fue construida en 1820, y alcanzó su máximo desarrollo en la década de 1860, estaba situada en la margen derecha de la desembocadura del río Nickerie, en una estrecha franja de tierra entre el río y el océano Atlántico, en un punto llamado Cordonspunt.
La ciudad estaba poblada principalmente por comerciantes que negociaban mercancías con la vecina Guyana, y fue llamada «Eldorado de los contrabandistas»; se asentaba alrededor de dos calles perpendiculares, la calle de la iglesia, corría de sur a norte y terminaba con la torre de la iglesia. La ciudad también tenía varias casas oficiales, un puesto militar fortificado y cuarteles.
La primera inundación sobrevino en 1866 y sucesivas inundaciones terminaron destruyéndola en 1875.